# 郭新娃
郭 新娃（かく しんあ、グオ・シンワ、英語: Guo Xinwa、2000年1月6日 - ）は、中華人民共和国の男子バドミントン選手。2018年の混合ダブルスアジアジュニア王者。

## 経歴

### ジュニア時代
8歳からバドミントンを始める。
2017年、彼が17歳の時、中国のバドミントン全国大会の男子団体戦予選で林丹と対戦。最終的に彼はセット数2-1で林丹に勝利。白熱の3ゲームを展開し、大きな注目を集めた。
2018年、アジアジュニア選手権で劉玄炫とのペアで混合ダブルスで優勝。

### 2019年-2023年
2019年から2022年まで同い年の張殊賢とペアを組む。世界ランクは最高30位。
2023年の香港オープンに、魏雅欣との即席ペアで出場。2回戦で世界ランク9位のチェン・タンジー / トー・イーウェイを破るなどし勢いのまま決勝に進出。決勝では、東京オリンピック4位の鄧俊文 / 謝影雪をストレートで破り優勝。
BWFワールドツアー上位タイトルを即席ペアで優勝という快進撃を成し遂げた。

### 2024年
5月のタイ・オープンでは、陳芳卉とペアを組み出場。準決勝で世界ランク15位のリノフ・リファルディ / ピタ・ハニンテャス・メンタリをストレートで下し、決勝では世界ランク6位のデチャポル・プアヴァラヌクロー / サプシリー・タエラッタナチャイを破って優勝。新規ペアで上位大会を即優勝する大番狂わせを起こした。
6月のオーストラリア・オープンでは、準決勝で世界ランク7位の鄧俊文 / 謝影雪をストレートで破って決勝に進出。決勝では同胞ペアに敗れて準優勝となった。

### 2025年
3月の全英オープンでは、世界1位と2位の組み換えペアである、蒋振邦 / 黄東萍、馮彥哲 / 魏雅欣をそれぞれ準決勝と決勝で破って優勝。自身初のビッグタイトル(スーパー1000)獲得となった。